# Rosema zelica
Rosema zelica är en fjärilsart som beskrevs av Stoll-cramer 1790. Rosema zelica ingår i släktet Rosema och familjen tandspinnare. Inga underarter finns listade.

## Bildgalleri

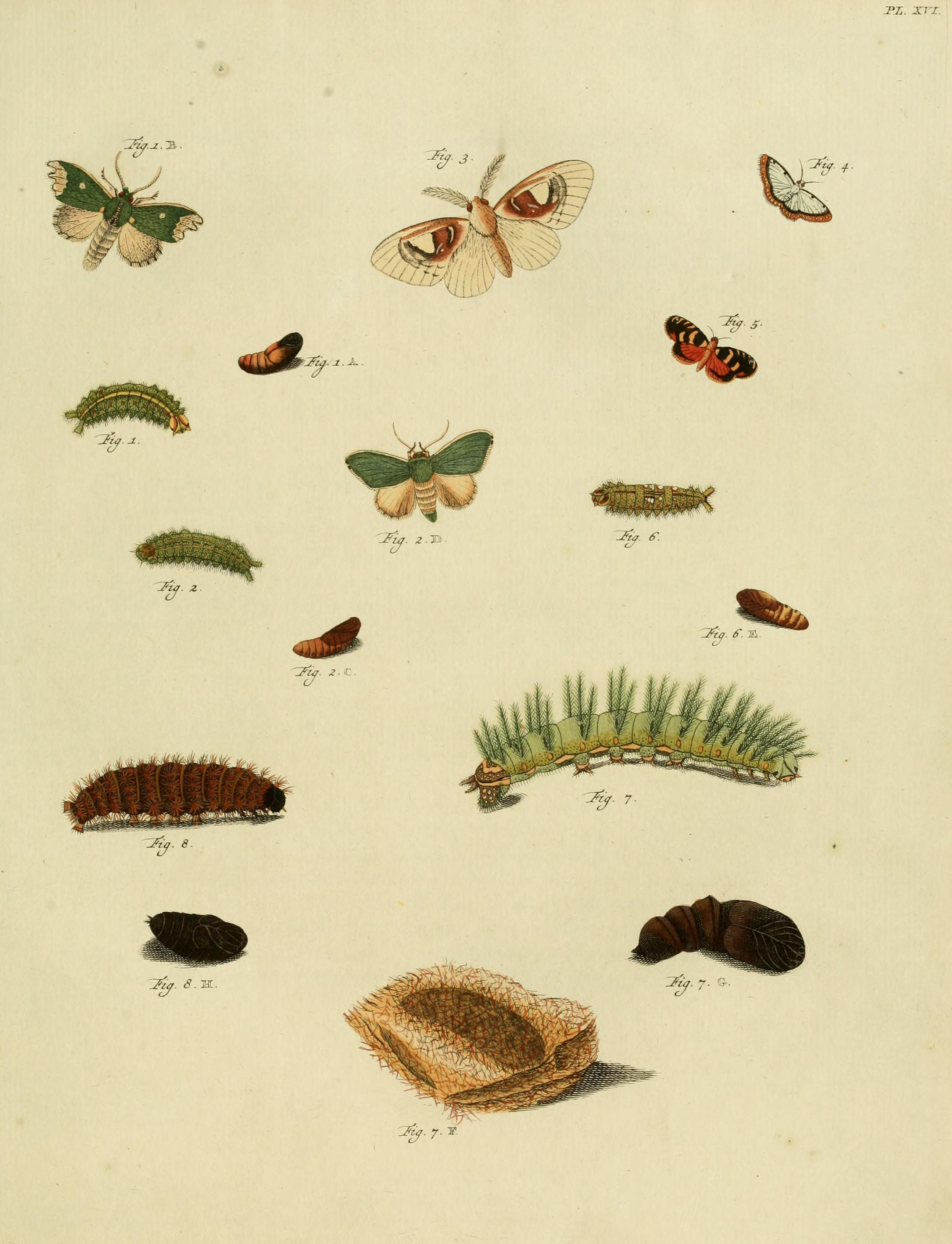